# Лима, Давид
Давид Жерсон Семеду Невеш Лима (порт. David Gerson Semedo Neves Lima; род. 6 сентября 1990 года, Лиссабон, Португалия) — португальский легкоатлет гвинейского происхождения, специализирующийся в спринтерском беге. Двукратный чемпион Португалии.

## Биография
Родился в Лиссабоне в семье выходцев из Гвинеи-Бисау, но в раннем возрасте переехал в британский Бирмингем, куда перебрался его отец для получения учёной степени в области менеджмента. В местном легкоатлетическом клубе Birmingham Rowheath Давид сделал свои первые шаги в спорте.
Долгое время выступал на региональных стартах в Великобритании, в поле зрения португальских тренеров попал в 2011 году, когда на своей родине выиграл молодёжное первенство Португалии в беге на 200 метров. В следующем сезоне на этой же дистанции он стал чемпионом страны и всего 0,07 секунды проиграл в борьбе за олимпийский норматив.
Выступал на Универсиаде в Казани, где вошёл в число 16 сильнейших спринтеров. На чемпионате Европы 2014 года в Цюрихе не смог выйти в полуфинал.
В 2015 году прошёл два круга соревнований на Универсиаде, после чего завершил выступление в полуфинале с шестым общим временем. На чемпионате Европы 2016 года занял 14-е место в беге на 200 метров и 12-е в эстафете 4×100 метров, в обоих случаях не отобрался в финал.
Тренировался у Роджера Уолтерса до августа 2013 года, когда тот скончался от рака. С конца 2014 года переехал в Лондон, где стал частью тренировочной группы олимпийского чемпиона Линфорда Кристи.
Является студентом Университета Вулверхэмптона, где получает степень бакалавра наук в области спорта и естествознания.

## Основные результаты
| Год  | Турнир                      | Место проведения          | Дисциплина       | Место       | Результат |
| ---- | --------------------------- | ------------------------- | ---------------- | ----------- | --------- |
| 2013 | Универсиада                 | Казань, Россия            | 200 м            | — (1/2)     | DNS       |
| 2014 | Чемпионат Европы            | Цюрих, Швейцария          | 200 м            | 26-е (заб.) | 21,25     |
| 2015 | Чемпионат мира по эстафетам | Нассау, Багамские Острова | эстафета 4×100 м | 18-е (заб.) | 39,42     |
| 2015 | Универсиада                 | Кванджу, Южная Корея      | 200 м            | 6-е (1/2)   | 21,01     |
| 2016 | Чемпионат Европы            | Амстердам, Нидерланды     | 200 м            | 14-е (1/2)  | 20,86     |
| 2016 | Чемпионат Европы            | Амстердам, Нидерланды     | эстафета 4×100 м | 12-е (заб.) | 39,51     |